# نيكولاي لوزين
نيكولاي نيكولايفيتش لوزين (9 ديسمبر 1883 - 28 يناير 1950) (بالروسية: Никола́й Никола́евич Лу́зин) هو رياضياتي سوفييتي.
اشتهر بعمله في نظرية المجموعات الوصفية وجوانب التحليل الرياضي مع روابط قوية مع طوبولوجيا المجموعة المحددة.
بدأ دراسة الرياضيات في عام 1901 بجامعة موسكو الحكومية، حيث كان مستشاره دميتري إيغوروف، وتخرّج سنة 1905.

## روابط خارجية
- O'Connor، John J.؛ Robertson، Edmund F.، "نيكولاي لوزين"، تاريخ ماكتوتور لأرشيف الرياضيات
- O'Connor، John J.؛ Robertson، Edmund F.، "The 1936 Luzin affair"، تاريخ ماكتوتور لأرشيف الرياضيات
- Lorentz G.G., Mathematics and Politics in the Soviet Union from 1928 to 1953
- Kutateladze S.S., The Tragedy of Mathematics in Russia
- Kutateladze S.S., Roots of Luzin's Case